# 1 tháng 10
Ngày 1 tháng 10 là ngày thứ 274 (275 trong năm nhuận) trong lịch Gregory. Còn 91 ngày trong năm.

## Sự kiện
- 331 TCN – Alexandros Đại đế của Macedon đánh bại Darius III của Achaemenes tại trận Gaugamela, sau được tôn làm "Vua của châu Á".
- 1367 – Tướng Từ Đạt của Chu Nguyên Chương chiếm được thành Bình Giang, bắt giữ Ngô vương Trương Sĩ Thành
- 1553 – Mary I của Anh đăng quang quân chủ Anh.
- 1843 – Báo lá cải News of the World bắt đầu được phát hành tại London.
- 1847 – Nhà đầu tư và công nghiệp người Đức Werner von Siemens thành lập Siemens AG & Halske.
- 1868 – Chulalongkorn trở thành vị quân chủ thứ năm của Vương triều Chakri, là một trong những quốc vương vĩ đại nhất của Xiêm.
- 1890 – Quốc hội Hoa Kỳ thành lập Vườn quốc gia Yosemite ở California.
- 1891 – Đại học Stanford mở cửa tại California, Hoa Kỳ.
- 1936 – Francisco Franco được chỉ định làm người đứng đầu chính phủ quốc gia Tây Ban Nha.
- 1938 – Đức sáp nhập Sudetenland.
- 1942 – Thành lập Việt Nam Cách mệnh Đồng minh Hội.
- 1949 – Nội chiến Trung Quốc: Nhà lãnh đạo Đảng Cộng sản Trung Quốc Mao Trạch Đông tuyên bố thành lập nước Cộng hòa Nhân dân Trung Hoa tại Bắc Kinh.
- 1955 – Khu tự trị Tân Cương tại Trung Quốc được thành lập.
- 1957 – In God we trust xuất hiện lần đầu tiên trên giấy bạc Hoa Kỳ.
- 1959 – Cộng hòa Dân chủ Đức đưa thêm thiết kế quốc huy của họ vào trong quốc kỳ, quốc kỳ hai nước Đức không còn đồng nhất.
- 1960 – Nigeria giành độc lập từ Anh Quốc.
- 1961 – Đông và Tây Cameroon hợp nhất thành Cameroon.
- 1964 – Dịch vụ đường sắt cao tốc Shinkansen từ Tokyo đến Osaka tại Nhật Bản bắt đầu hoạt động.
- 1979 – Hoa Kỳ chuyển giao chủ quyền Kênh đào Panama cho Panama.
- 1989 – Đan Mạch hợp pháp hóa kết hợp dân sự đồng tính hiện đại đầu tiên trên thế giới
- 1991 – Chiến tranh giành độc lập Croatia: Quân đội Nhân dân Nam Tư tấn công khu vực lân cận thành phố Dubrovnik, tiến hành một cuộc vây hãm kéo dài bảy tháng.
- 1992 – Cartoon Network bắt đầu phát sóng trên các hệ thống truyền hình cáp tại Hoa Kỳ.
- 1994 – Palau giành độc lập từ Liên Hợp Quốc (lãnh thổ ủy trị do Hoa Kỳ quản lý).
- 2012 – Vụ đắm phà Nam Nha ở ngoài khơi Hồng Kông khiến 38 người thiệt mạng và 102 người khác bị thương.
- 2017 – Xảy ra vụ xả súng tại đêm nhạc đồng quê "Route 91 Harvest" tại khách sạn Mandalay bay, Las Vegas, California, Hoa Kỳ đã giết chết 58 người và khiến hơn 500 người khác bị thương. Hung thủ là một người đàn ông 64 tuổi tên là Stephen Paddock.

## Sinh
- 1825 – 
  - Nguyễn Phúc Thục Tĩnh, phong hiệu Xuân An Công chúa, công chúa con vua Minh Mạng (m. 1856)
  - Nguyễn Phúc Trang Tĩnh, phong hiệu Hòa Mỹ Công chúa, công chúa con vua Minh Mạng (m. 1847)
- 1881 – William E. Boeing, kỹ sư người Mỹ (m. 1956)
- 1893 – Diệp Vấn chuyên gia võ thuật người Trung Quốc (m. 1972)
- 1908 – Lưỡng quốc tướng quân Nguyễn Sơn (m. 1956)
- 1913 – Học giả Hoàng Văn Chí (m. 1988)
- 1914 – Lê Trọng Tấn, Đại tướng, Tổng tham mưu trưởng Quân đội Nhân dân Việt Nam (1978–1986)
- 1918 – Thái Quang Hoàng, tướng lĩnh người Việt Nam (sinh 1993)
- 1924 – Jimmy Carter
- 1926 – Trần Bảng, giáo sư, nghệ sĩ nhân dân, đạo diễn, soạn giả và nhà nghiên cứu chèo
- 1928 – Chu Dung Cơ, chính khách người Trung Quốc; Thủ tướng thứ năm của Quốc vụ viện nước Cộng hòa Nhân dân Trung Hoa từ năm 1998 đến 2003.
- 1936 – Duncan Edwards, cầu thủ bóng đá người Anh (m. 1958)
- 1937 – Trầm Tử Thiêng, nhạc sĩ người Việt (m. 2000)
- 1957 – Park Hang-seo, HLV trưởng đội tuyển Việt Nam, người Hàn Quốc
- 1966 – George Weah, chính khách và là cầu thủ bóng đá người Liberia
- 1971 – Song Il Gook, diễn viên người Hàn Quốc
- 1982 - Lương Thế Thành, diễn viên người Việt Nam
- 1987 – Aiba Hiroki, diễn viên, ca sĩ người Nhật
- 1993 – Cao Thiên Trang, người mẫu Việt Nam
- 2001 – Mason Greenwood, tiền đạo trẻ hiện đang đầu quân cho Manchester United

## Mất
- 1499 – Marsilio Ficino, triết gia người Ý (s. 1433)
- 1684 – Pierre Corneille, tác giả người Anh (s. 1606)
- 1764 – Robert Simson, nhà toán học người Scotland (s. 1687)
- 2018 – Đỗ Mười, Tổng Bí thư Ban Chấp hành Trung ương Đảng Cộng sản Việt Nam (s. 1917)
- 2019 – Karel Gott, ca sĩ người Séc (s.1939)

## Những ngày lễ và kỷ niệm
- Ngày Quân lực Hàn Quốc
- 1949 – Quốc khánh Cộng hòa Nhân dân Trung Hoa
- 1960 – Ngày Độc lập Cộng hòa Síp
- 1991 – Ngày quốc tế người cao tuổi